# Клиффорд (фильм)
«Клиффорд» — кинокомедия 1994 года с Мартином Шортом, Чарлзом Гродином и Мэри Стинберджен в главных ролях.
Фильм был снят в 1990 году и его выход первоначально планировался летом 1991 года, но из-за финансовых затруднений у компании Orion Pictures выход на экраны состоялся лишь в 1994 году

## Описание сюжета
Проблемный мальчик Роджер сбегает из детского дома, но его останавливает очень старый священник отец Клиффорд, пытающийся переубедить подростка, рассказав ему о своей собственной юности.
Возвращаясь к более ранним событиям, 10-летнего Клиффорда показывают обманчивого вида, злым и странно выглядящим мальчиком, никогда не отпускающим игрушечного динозаврика Стеффена. Мечтой мальчика является посещение парка Мир динозавров, находящегося в Калифорнии.
Летя со своими родителями на Гавайи, Клиффорд специально устраивает на борту самолёта аварийную ситуацию, чтоб они совершили аварийную посадку в Лос-Анджелесе...

## Актёрский состав
- Мартин Шорт — молодой Клиффорд / отец Клиффорд
- Чарлз Гродин — Мартин Дэниелс
- Мэри Стинберджен — Сара Дэвис
- Дэбни Коулмен — Джеральд Эллис
- Ричард Кайнд — Джульен Дэниельс
- Дженифер Сэвидж — Теодора Дэниельс
- Бен Сэвидж — Роджер
- Дон Гэллоуэй — капитан
- Тим Лейн — штурман
- Тимоти Стек — отец Кевина
- Марианна Мюллерлейл — мать Кевина
- Джи. Ди. Спрэдлин — Паркер Дэвис
- Энн Джеффрис — Аннабель Дэвис
- Ричард Фэнси — детектив
- Сет Байнзер — Виктор

## Критика
В своём обзоре от 1 апреля 1994 американский кинокритик Роджер Эберт оценил фильм в полбалла из четырёх возможных. Он так прокомментировал картину: «Этот фильм настолько странный, что его стоит посмотреть хотя бы потому, что вы вряд ли увидите ещё что-либо подобное. Я надеюсь».